# Giuseppe Gioachino Belli
Giuseppe Gioachino Belli (ur. 7 września 1791, zm. 21 grudnia 1863) – poeta włoski.
Poeta urodził się w Rzymie. Jego rodzicami byli Gaudenzio Belli i Luigia Mazio. Pisał gwarą ludu rzymskiego (romanesco). W tej gwarze stworzył w latach 1830-47 ponad dwa tysiące satyrycznych sonetów obrazujące życie powszednie wszystkich warstw społecznych w schyłkowym okresie istnienia Państwa Kościelnego. Na starość Belli chciał zniszczyć swoje dzieło. Jednak jego utwory zostały wydane w sześciu tomach w latach 1886-1889 i uchodzą obecnie za klasykę włoskiej literatury. Sonety Belliego były tłumaczone na literacki włoski i na angielski.